# Paweł Potocki (historyk)
Paweł Potocki herbu Pilawa (ur. ok. 1620, zm. 1675) – kasztelan kamieniecki w latach 1674-1675, rotmistrz królewski w 1650 roku, dworzanin królewski w 1646 roku, historyk.

## Życiorys
Urodził się ok. 1620 r. Syn Stefana, wojewody bracławskiego, i Maryi Mohylanki. Brat: Jana posła i Piotra rotmistrza wojsk koronnych, ojciec: Teodora Andrzeja prymasa, Stefana marszałka nadwornego koronnego i Józefa Stanisława. Pisał się z Potoka.
Kształcił się na Uniwersytecie Krakowskim (od 1638 r.), następnie, w 1641 r. włączony został w poczet studentów Uniwersytetu w Padwie, gdzie w 1642 r. został konsyliarzem nacji polskiej.
Żonaty po raz pierwszy z Elżbietą Jarmolinską. Poseł na sejm koronacyjny 1649 roku, poseł sejmiku halickiego na sejm 1649/1650 roku. W 1649 został dworzaninem królewskim Jana Kazimierza. Brał udział w jego wyprawach wojennych. W 1655, podczas walk na Ukrainie, trafił do niewoli moskiewskiej. Wkrótce zyskał zaufanie cara Aleksego I, który wyswatał go z Eleonorą Sołtykową (druga żona Potockiego). W 1669, po 14-letniej niewoli, na mocy rozejmu andruszowskiego powrócił do Polski. Poseł sejmiku halickiego na sejm nadzwyczajny (abdykacyjny) 1668 roku. Jako poseł na sejm konwokacyjny 1668 roku z ziemi halickiej był członkiem konfederacji generalnej zawiązanej 5 listopada 1668 roku na tym sejmie. Jako poseł na sejm elekcyjny 1669 roku z ziemi halickiej był elektorem Michała Korybuta Wiśniowieckiego z ziemi halickiej w 1669 roku. Posłował do papieża Klemensa X. Mianowany kasztelanem kamienieckim, zmarł kilka miesięcy później, jesienią 1675.

## Twórczość
Był historykiem i autorem dzieł o tej tematyce.

### Ważniejsze utwory
- Exercitationes oratoriae... lucubratae in secessu Patavino, Wenecja 1642, drukarnia Imbertisa[7]
- Historico-politicus sive questiones historicae et civiles. Ex libris III T. Livii... concinnatae, Kraków 1646, drukarnia Ł. Kupisz[8]; wyd. następne: Gdańsk 1670 (prawdopodobnie istniał przekł. polski pt. Historykopolityk z Liwiusza nowo zebrany i na język polski przełożony, Kraków 1649, drukarnia Ł. Kupisz)
- Moschovia sive brevis narratio de moribus magnae Russorum monarchiae, Gdańsk 1670, drukarnia D. T. Rhetius[9]
- Saeculum bellatorum et togatorum seu centuria elogiorum clarissimorum virorum Polonorum et Lithuanorum, Kraków 1702 (według F. M. Sobieszczańskiego 1670; Estreicher uważał ten rok za mylny)

### Wydania zbiorowe
- Opera omnia, wyd. J. A. Załuski, Warszawa 1747, drukarnia Kolegium T. J., (obejmuje m.in.: Exercitationes oratoriae..., Historico-politicus..., Moschovia sive... i Saeculum bellatorum...)